# اس‌اس وایسند (۱۹۴۳)
اس‌اس وایسند (۱۹۴۳) (به انگلیسی: SS Wallsend (1943)) یک کشتی بود که طول آن ۳۱۵ فوت ۴ اینچ (۹۶٫۱۱ متر) بود. این کشتی در سال ۱۹۴۳ ساخته شد.